# تپه اطراف شهر سوخته ۱۶۰
تپه اطراف شهر سوخته شماره ۱۶۰ مربوط به ۱۸۰۰–۲۴۰۰ قبل از میلاد است و در شهرستان زابل، بخش شیب‌آب، دهستان لوتک، روستای حومه شهر سوخته، ۱۲/۵ کیلومتری شمال شرق پایگاه باستان‌شناسی شهر سوخته واقع شده و این اثر در تاریخ ۲۳ بهمن ۱۳۸۵ با شمارهٔ ثبت ۱۷۳۲۵ به‌عنوان یکی از آثار ملی ایران به ثبت رسیده است.